# (32308) Sreyavemuri
2000 QZ31 (asteroide 32308) é um asteroide da cintura principal. Possui uma excentricidade de 0.13661760 e uma inclinação de 8.37815º.
Este asteroide foi descoberto no dia 26 de agosto de 2000 por LINEAR em Socorro.